# Johan Smedbom
Johan Smedbom, född 19 juni 1766 i Eksjö, död 28 februari 1828 i Hagebyhöga socken, Östergötlands län, han var en svensk kyrkoherde i Hagebyhöga församling.

## Biografi
Johan Smedbom föddes 19 juni 1766 på Prästekulla i Eksjö landsförsamling, Eksjö. Han var son till bonden Fredric Persson och Maria Johansdotter. Smedbom studerade i Eksjö och Linköping. Han blev höstterminen 1788 student vid Uppsala universitet, Uppsala och prästvigdes 11 november 1791. Smedbom blev 23 januari 1805 komminister i Fivelstads församling, Hagebyhöga pastorat, tillträde samma år. Han tog 2 november 1814 pastoralexamen och blev 18 maj 1816 kyrkoherde i Hagebyhöga församling, Hagebyhöga pastorat, tillträde 1818. Smedbom avled 28 februari 1828 i Hagebyhöga socken.

### Familj
Smedbom gifte sig 18 augusti 1805 med Christina Carolina Hadorph (1770–1823). Hon var dotter till löjtnanten Carl Hadorph och Elisabeth Broms i Östra Ryds socken.